# Dicaeum tristrami
El picaflores de San Cristóbal (Dicaeum tristrami) es una especie de ave paseriforme de la familia Dicaeidae endémica de la isla de San Cristóbal, en el archipiélago de las islas Salomón.

## Distribución y hábitat
Se encuentra únicamente en la isla de San Cristóbal, en el suroeste de las Islas Salomón. Su hábitat natural son los bosques húmedos tropicales, tanto primarios como secundarios, siendo más abuntante en las montañas.